# Raveniopsis sericea
Raveniopsis sericea är en vinruteväxtart som beskrevs av Richard Sumner Cowan. Raveniopsis sericea ingår i släktet Raveniopsis och familjen vinruteväxter. Inga underarter finns listade i Catalogue of Life.